# Ірисова масть

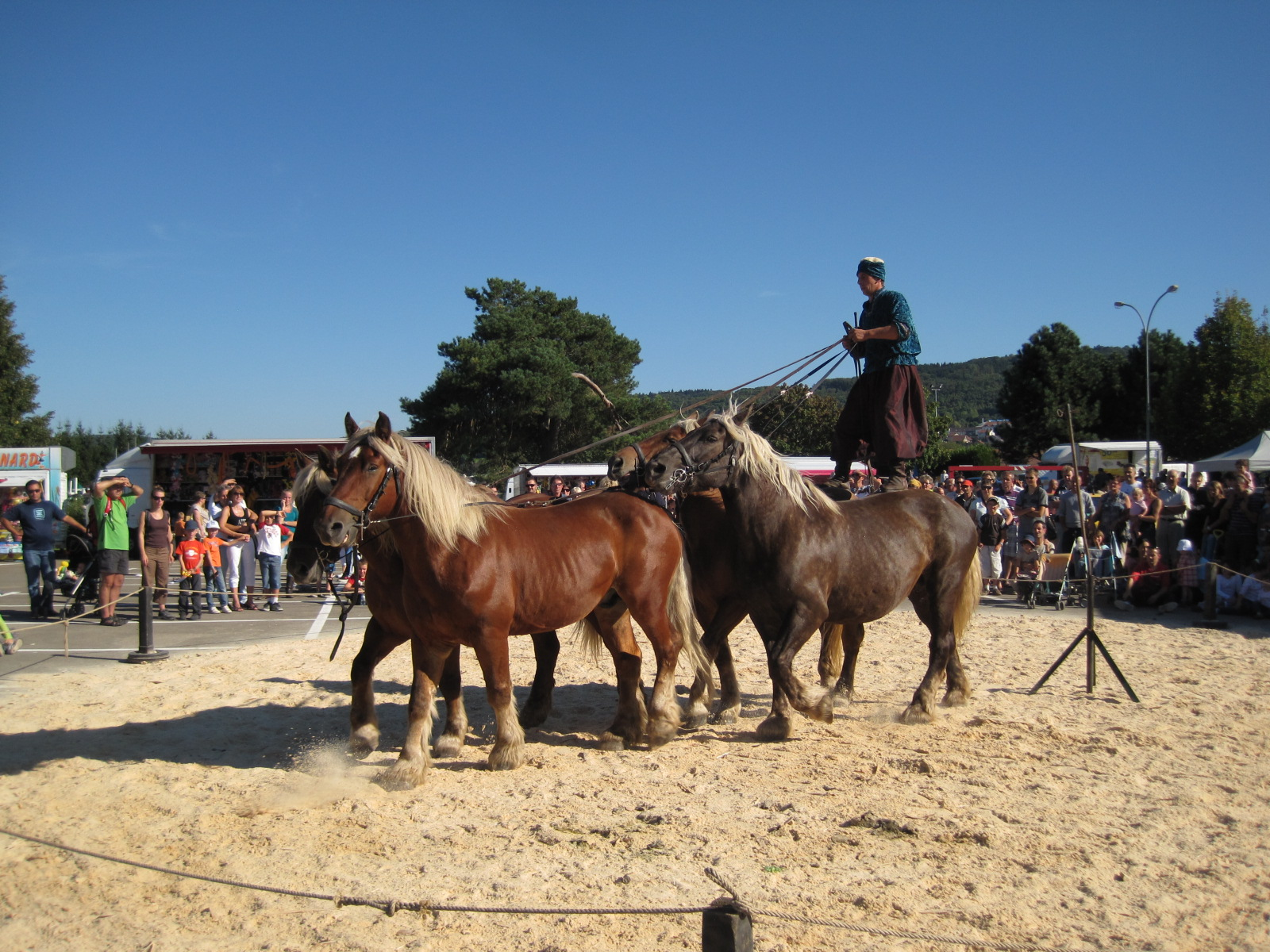
Ірисові коні.

Ірисова масть — одна з похідних мастей коней, що виникла внаслідок генетично обумовленого освітлення чорного типу пігменту еумеланіну у коней. Лошата ірисової масті народжуються помітно світлішими за лошат вороної і гнідої мастей і їх похідних, часто з білими віями, гривою та хвостом.

## Опис
Кіньми ірисової масті називають тих представників, у яких захисне волосся (грива, хвіст, фризи на ногах) помітно освітлене, а колір шерсті при цьому може або взагалі не відрізнятись від палітри кольорів базової масті, або бути помітно світлішим. Оскільки освітленим є лише чорний тип пігменту, ірисова масть проявляється лише у базово вороних та гнідих коней - тобто також і буланих, мишастих, гнідо-саврасих тощо. На противагу в рудих, солових, каурих (рудо-саврасих), ізабелових чи сірих дію гену ірисової масті не буде видно, бо в останніх взагалі немає або не видно наявності чорного типу пігменту. Повна назва масті виходить із механізму дії комбінації генів та відповідного освітлення базової масті, як приклад зустрічаються ірисово-вороні, ірисово-гніді, ірисово-булані, ірисово-мишасті, ірисово-гнідо-саврасі, ірисово-вороно-чалі, ірисово-гнідо-рябі, ірисово-вороно-чубарі тощо. 
Так само як і варіюють відтінки звичайних гнідих та вороних коней - від насичених, темних, до вигорівших, в засмагу, варіюють і відтінки ірисових коней, проте контраст освітлення в останніх може настільки нагадувати спектр відтінків рудої чи солової масті, що їх буде важко, а іноді і неможливо відрізнити лише на око. В такому разі звертаються до ДНК-тестів, генеалогічного методу та статистично-порівняльного методу візуальної різниці між базово гнідими, вороними та рудими представниками. Стрижені ірисово-вороні, ірисово-мишасті та деякі ірисово-гніді коні, а особливо молоді лошата та мініатюрні коні й поні, набагато частіше за високих та дорослих коней мають попільну, сірувату кольорову гаму та білі яблука на тулубі, що пояснюється недостатньою сформованістю і кількістю пігменту у перших, поруч з освітленням більшої, типової кількості еумеланіну в коричневі, карамельні та жовті тони. Ірисово-гнідих від рудих допомагають відрізнити ті самі чорні мітки, що є у гнідих коней, а ірисово-вороних в засмагу, коли чорний пігмент освітлений майже до жовтого кольору, від солових допомагають відрізнити темні області на голові та ногах, що зазвичай залишаються невигорілими, як і у звичайних вороних коней. 
Поєднання кольорів ірисових коней на контрастуючих ділянках - гриви з хвостом та тулубом, та деколи ногами, нерідко нагадує складний кондитерський виріб - іриски в молочному чи темному шоколаді, іриски з перцем та сіллю, цукерки тоффі, звідки й з'явилась назва цієї масті. Проте іншомовні терміни суттєво відрізняються в межах норм реєстрації різних порід коней і навіть в межах публікацій з досліджень ірисової масті, це, наприклад, silver dapple, chocolate, taffy, toffy і інші. Оскільки назва масті має якнайширше відповідати усім закономірностям, в першу чергу, фенотипу коней, і враховувати якнайбільше особливостей і деталей, тому доречним буде
вважати назву ірисової масті або ірисового типу мастей коней за замовчуванням, а не сріблястою чи срібною, оскільки найпоширеніший опис коней з відповідним генотипом та фенотипом не має нічого спільного зі сріблом.

### Головні ознаки
- Освітлене частково чи повністю захисне волосся - від темних (чорних, коричневих, сіро-коричневих) коренів до освітлених кінців (брудно-жовтих, жовтих, молочно-білих, білих), що нагадує колір карамельок, ірисок, інших цукерок, і зазвичай світлі вії, особливо у лошат.
- Колір тулуба дорослих ірисових коней визначений кольоровою гамою базової масті, іноді значно світліші за чорні та коричневі відтінки, це шоколадні тони - від світлого до темного шоколаду у ірисово-вороних, з чорними мітками у базово ірисово-гнідих коней. Винятками слугують стрижені, молоді коні, коні мініатюрних порід та поні, в яких часто зустрічаються сіруваті відтінки шерсті та яблучний візерунок.
- Освітлення може торкнутись і темного пігменту на копитах коней, виявлено, що ірисова масть досить часто проявляється у вигляді смугастості копит - чергуванні освітлених та типово-темних смуг на копитному розі.

Приклади ірисової масті.
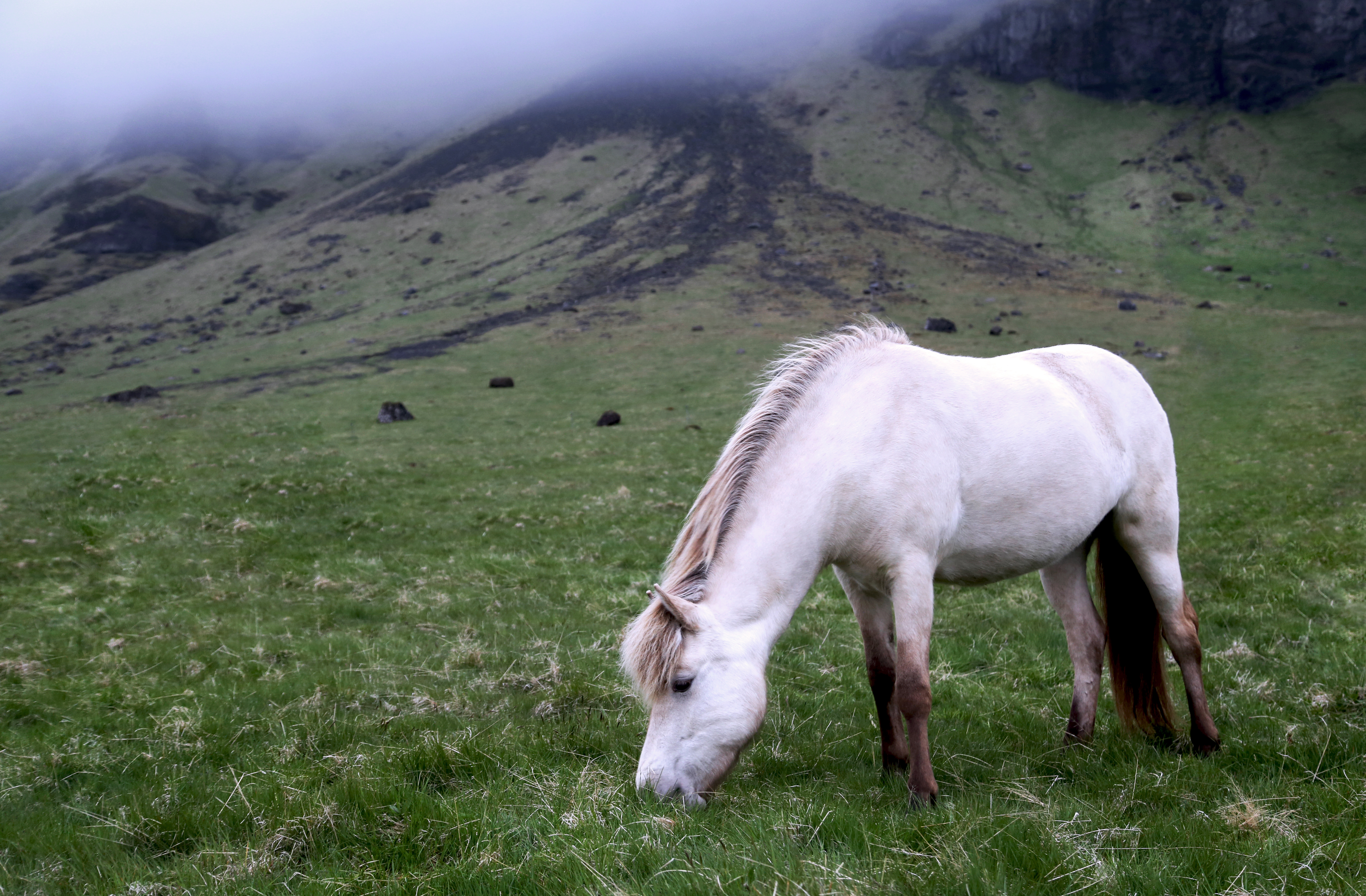
Ірисово-булана
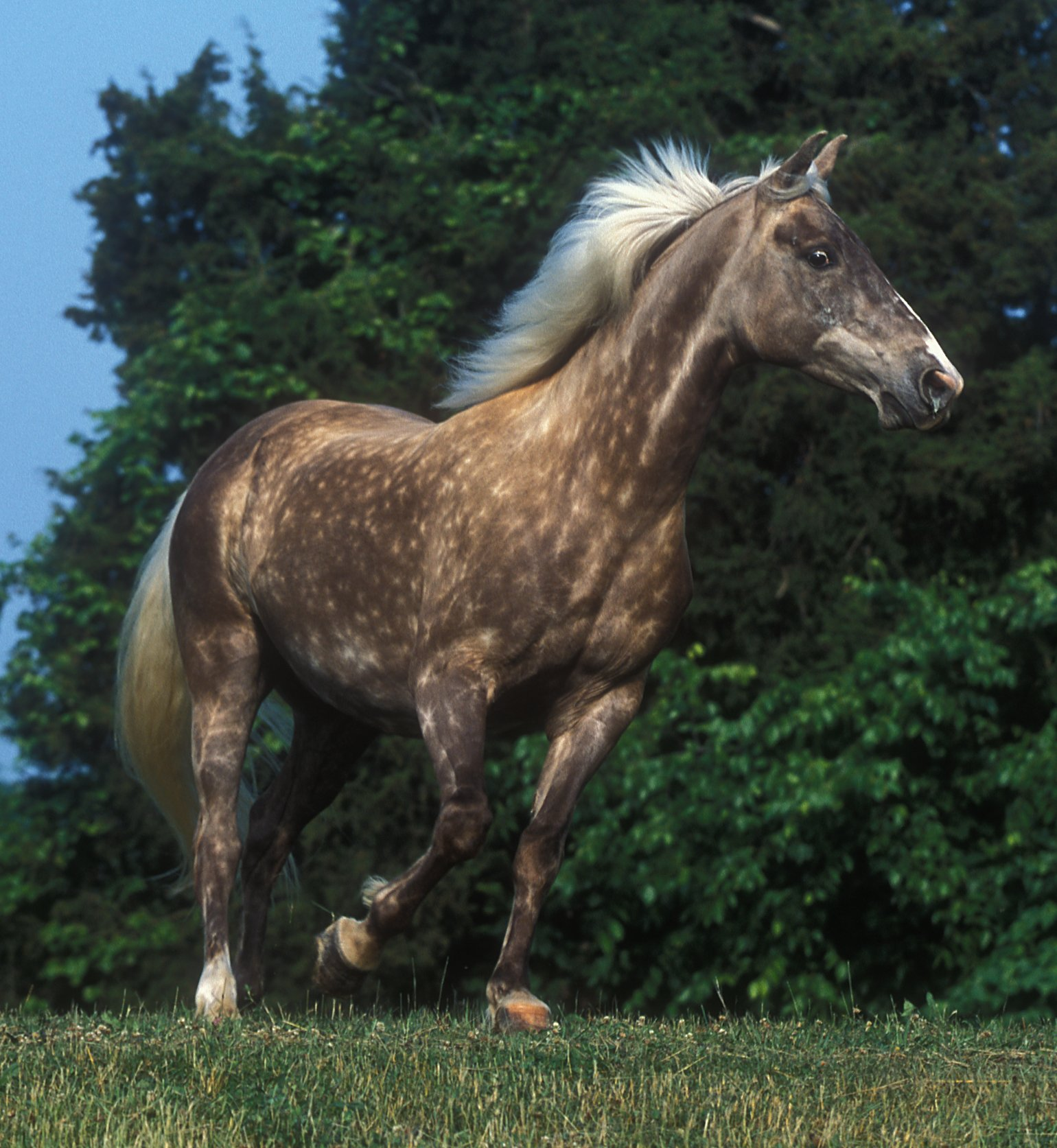
Ірисово-ворона
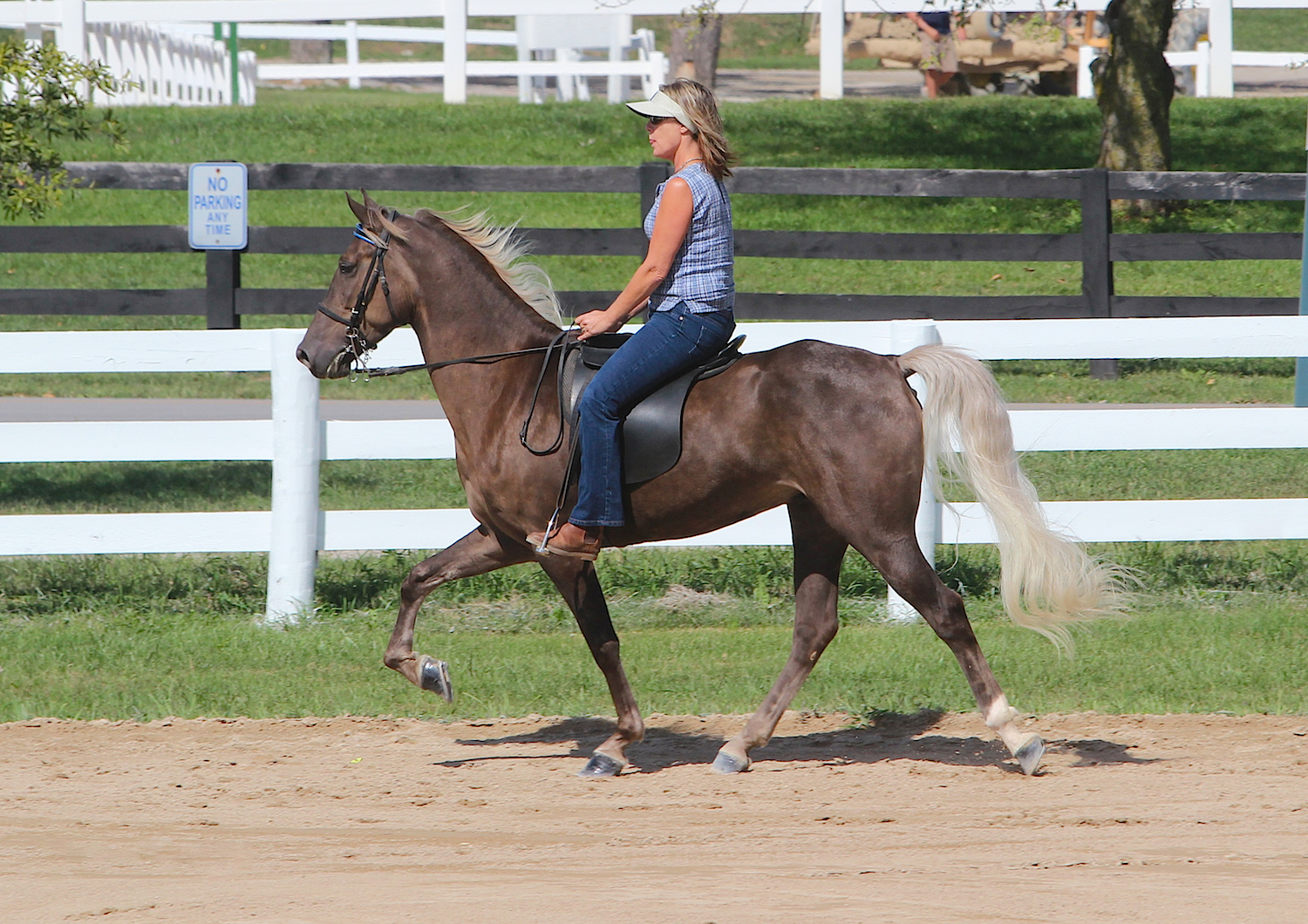
Ірисово-ворона
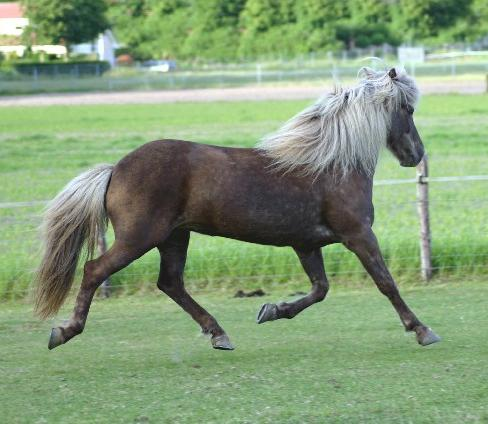
Ірисово-ворона
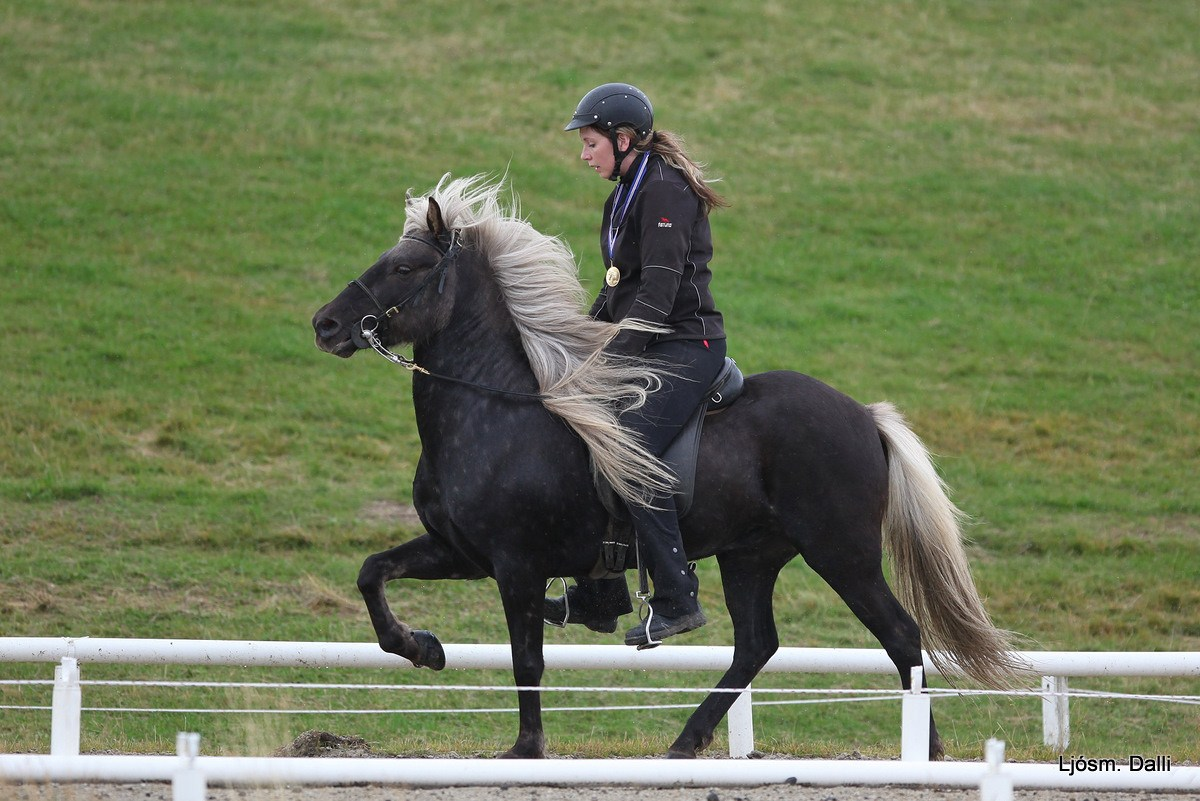
Ірисово-ворона
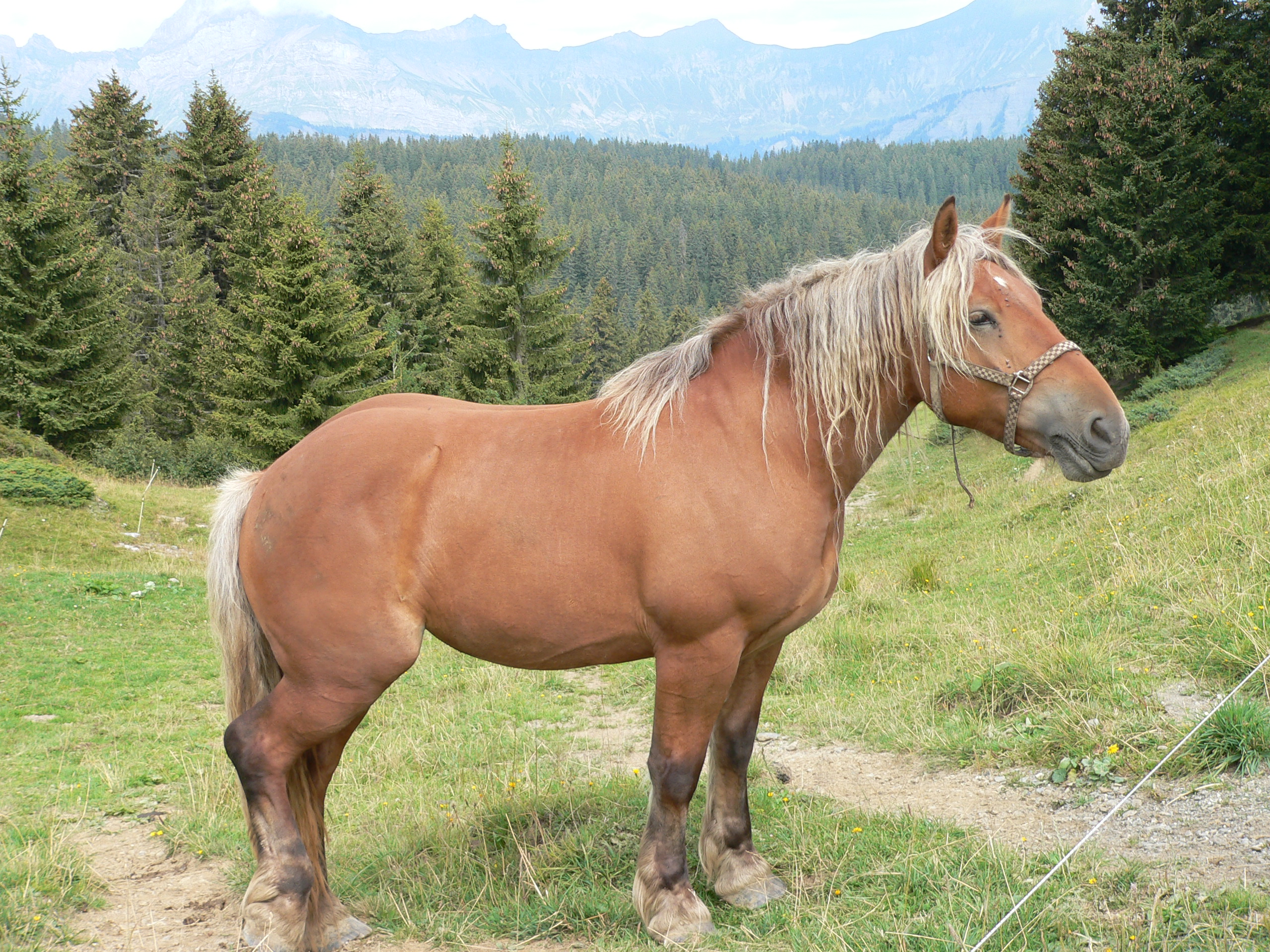
Ірисово-гніда
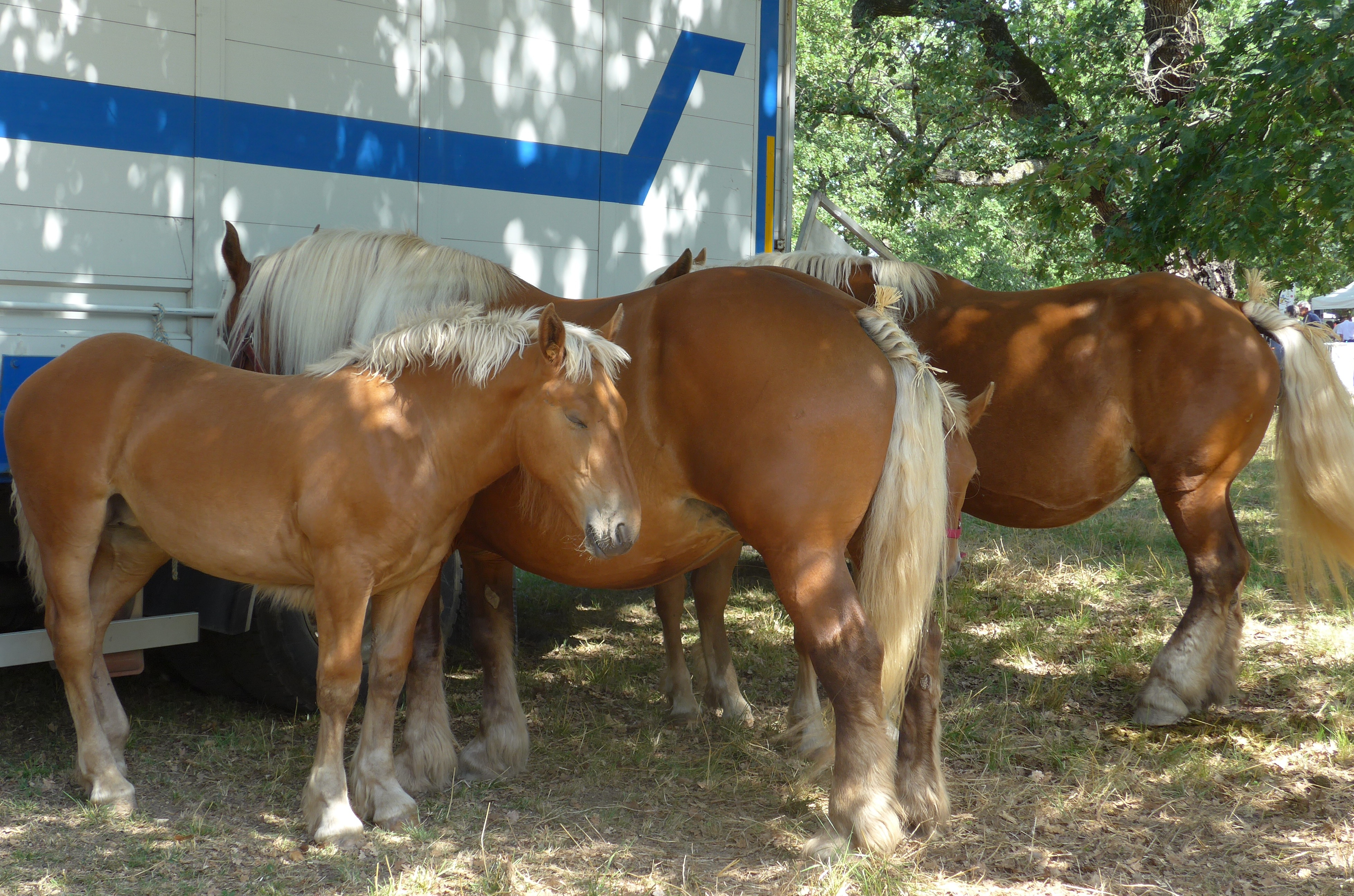
Ірисово-гніда
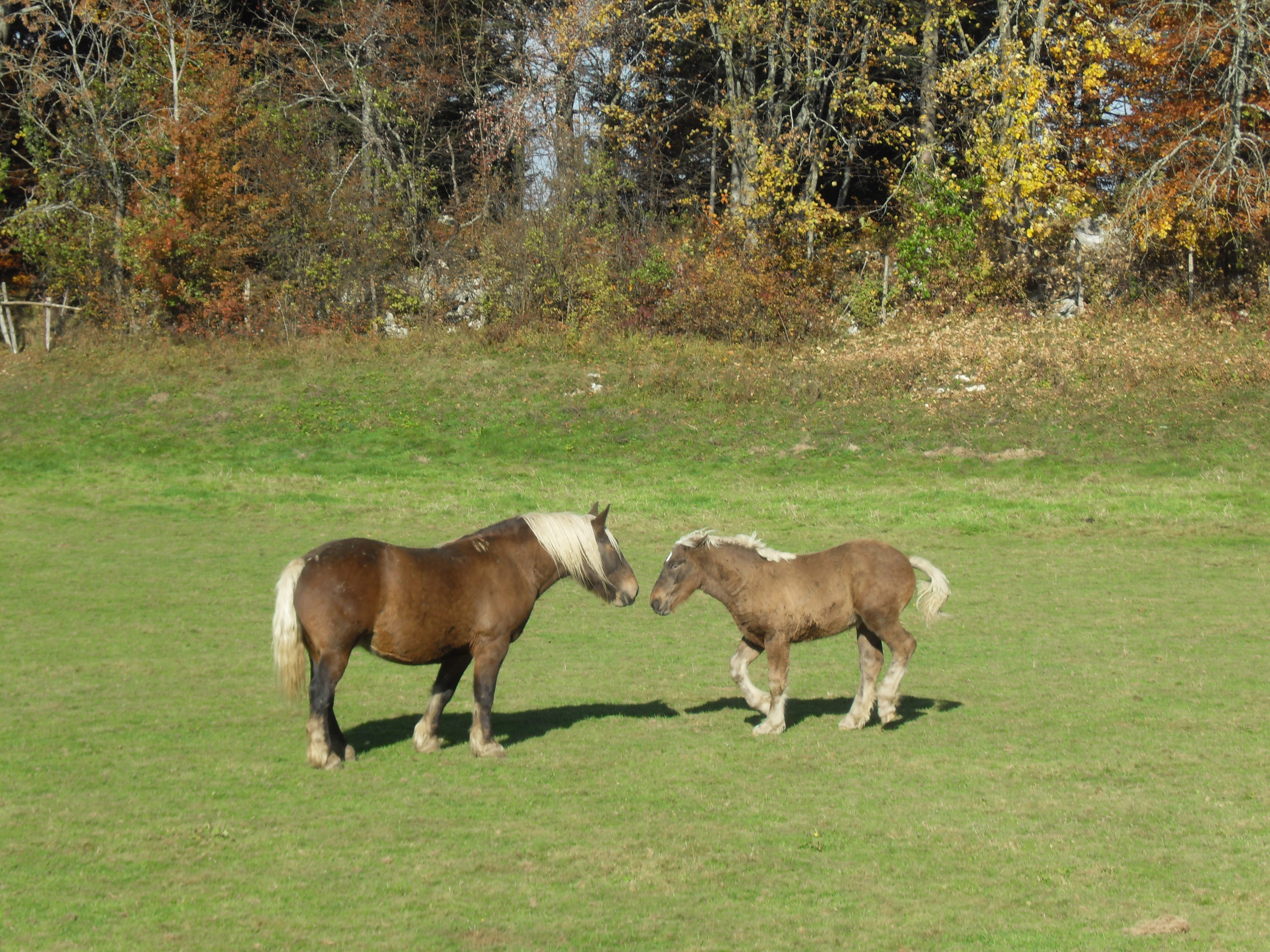
Ірисово-гніда
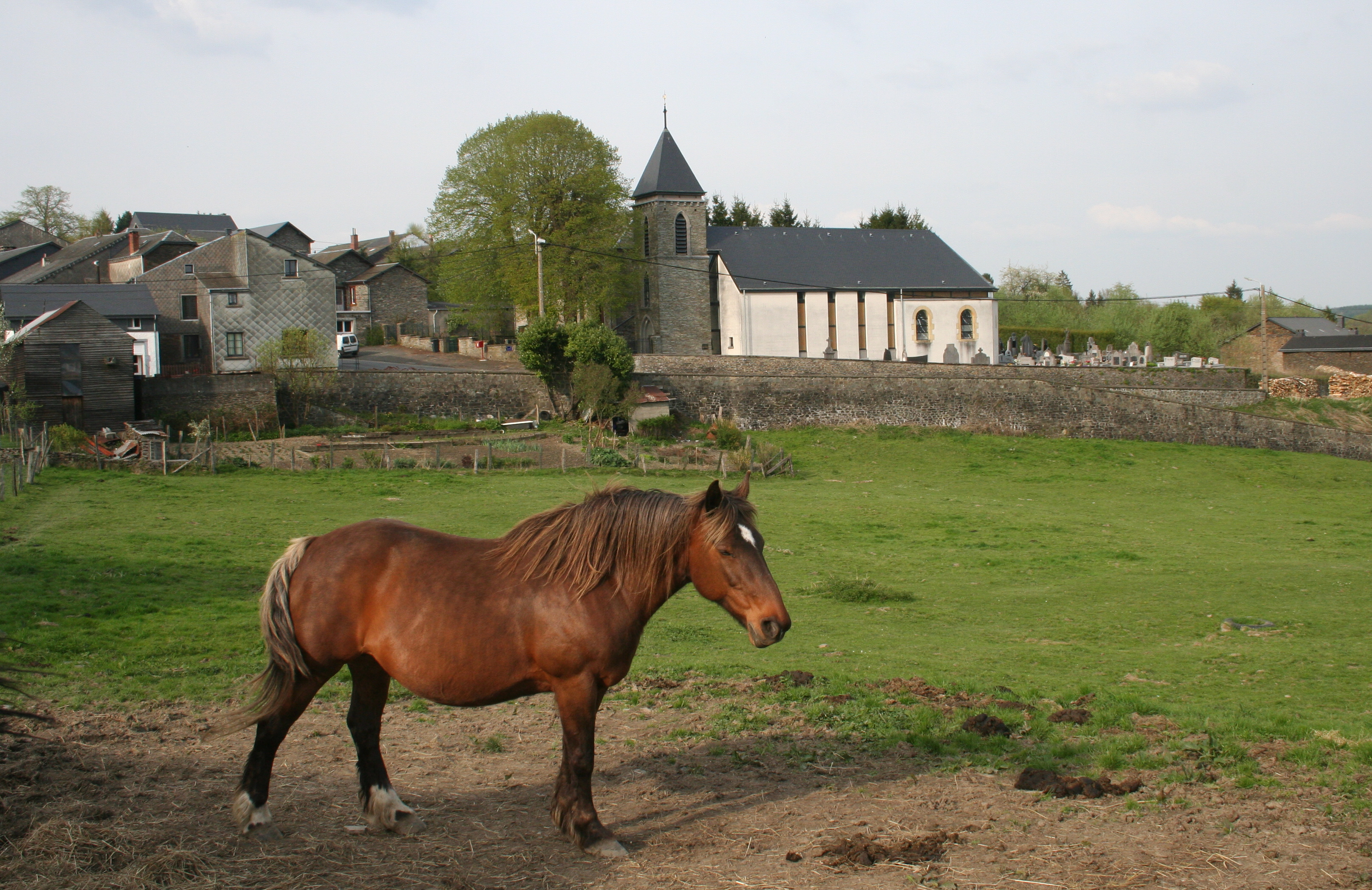
Ірисово-гніда
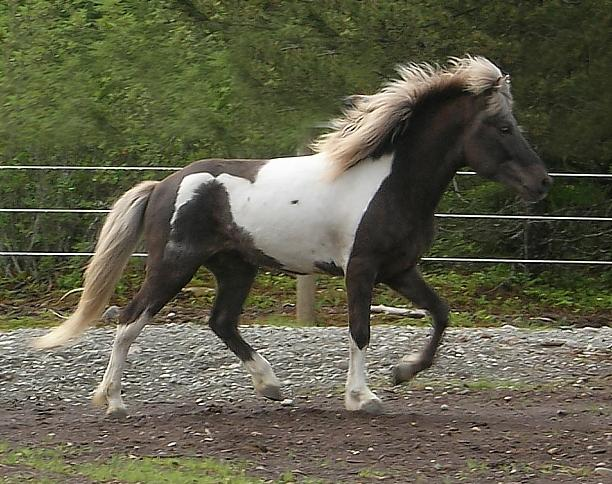
Ірисово-вороно-ряба
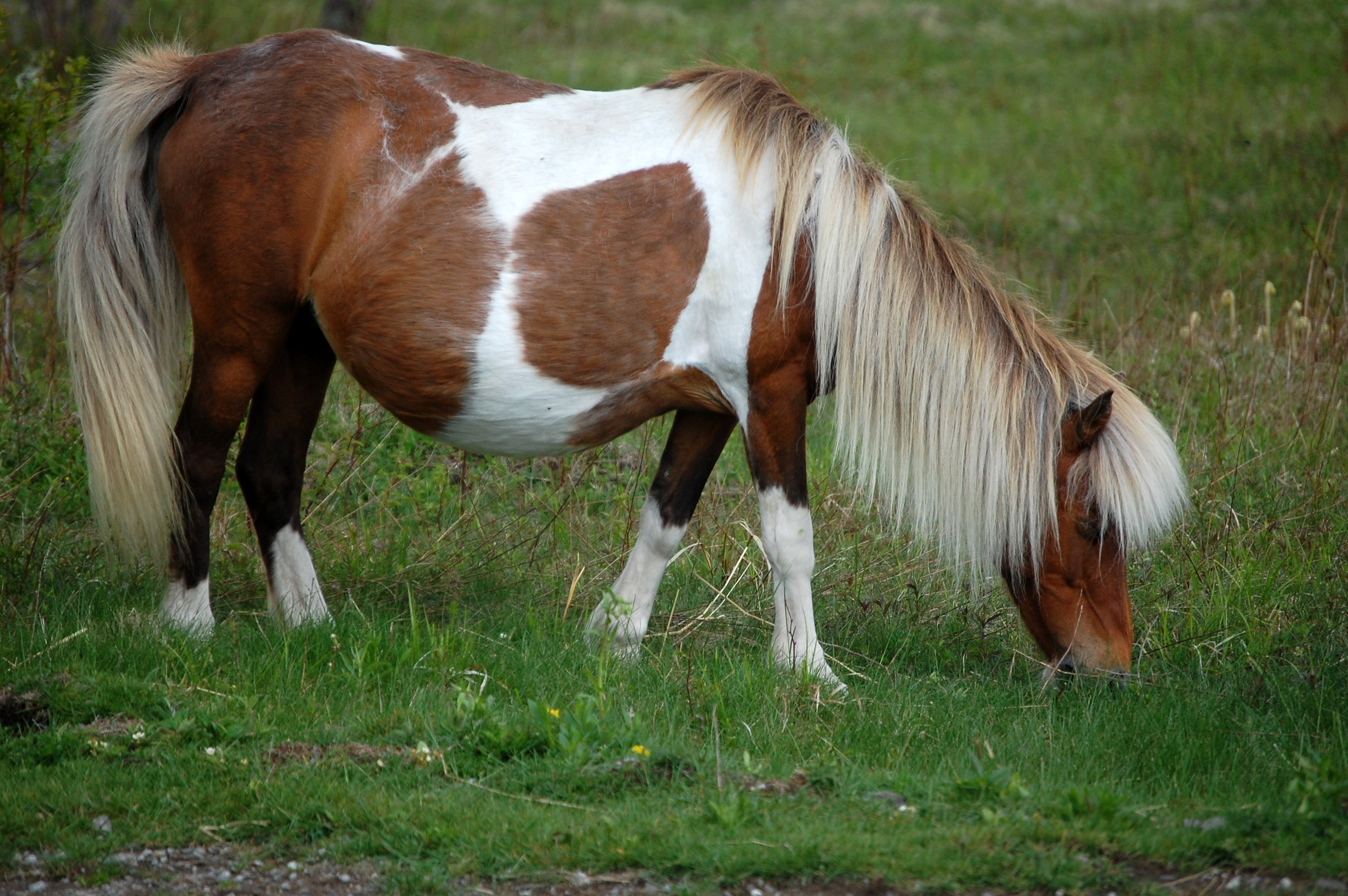
Ірисово-гнідо-ряба
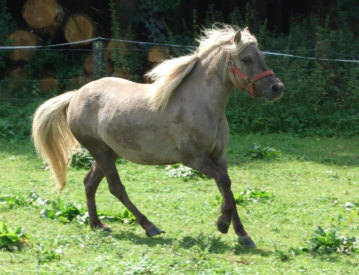
Ірисово-мишаста
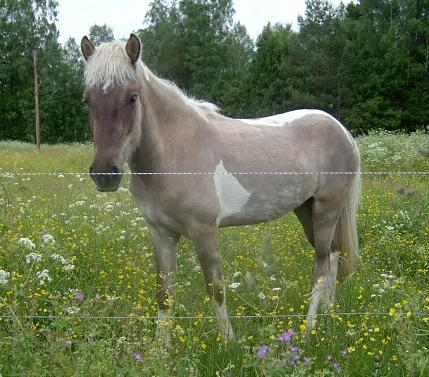
Ірисово-мишасто-ряба
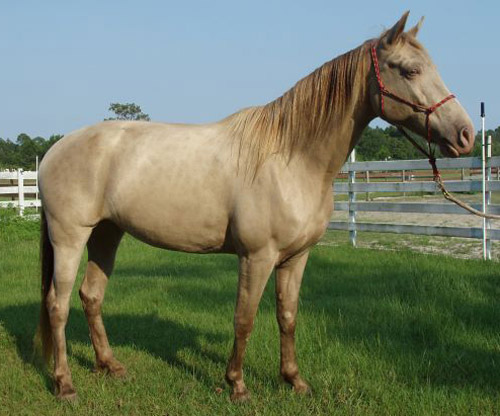
Ірисово-шампанська

## Поширення
Ірисова масть зустрічається в більшості європейських порід поні, невисоких аборигенних коней та середніх за зростом коней упряжного призначення: шетландський, німецький, фінський, естонський, уельський, коннемара, ісландський, ірландський тінкер або коб, торійський, білоруський. Ця масть зустрічається і офіційно зареєстрована в деяких теплокровних і верхових породах коней: голландський, шведський теплокровний, скелястогірський, морган, аппалуза, квотерхорс, пейнтхорс, тенессійський, міссурійський, седлбред, є також у бельгійських, комтойських, арденських, мулазьє та радянських ваговозів. Цієї масті немає у чистокровних коней і породах, що були виведені з суворою забороною інших мастей: чистокровного верхового, арабського, ахалтекінського, іспанського, орловського рисистого, норвезького фіорда, фризького тощо. Науково доведено, що ірисова масть не зустрічається у шварцвальдській породі та норікерів, а в хафлінгерів є прихованою через руду масть.

Ірисові коні за породами.
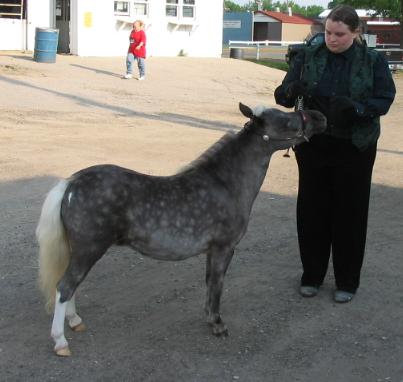
Американський мініатюрний
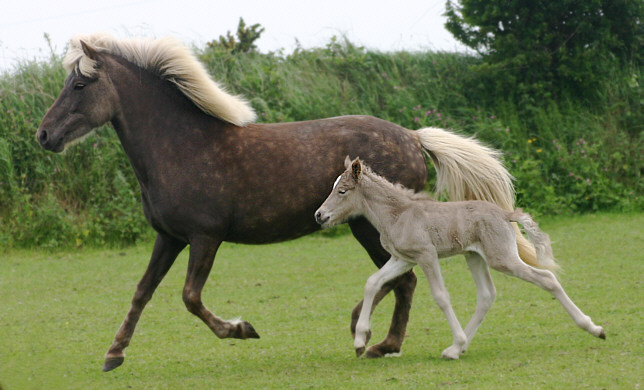
Ісландський
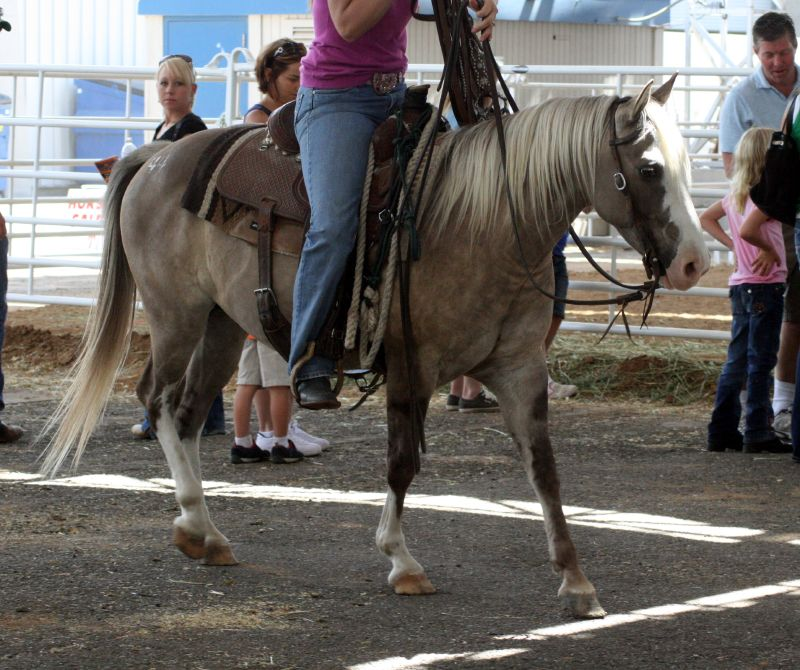
Квотерпоні
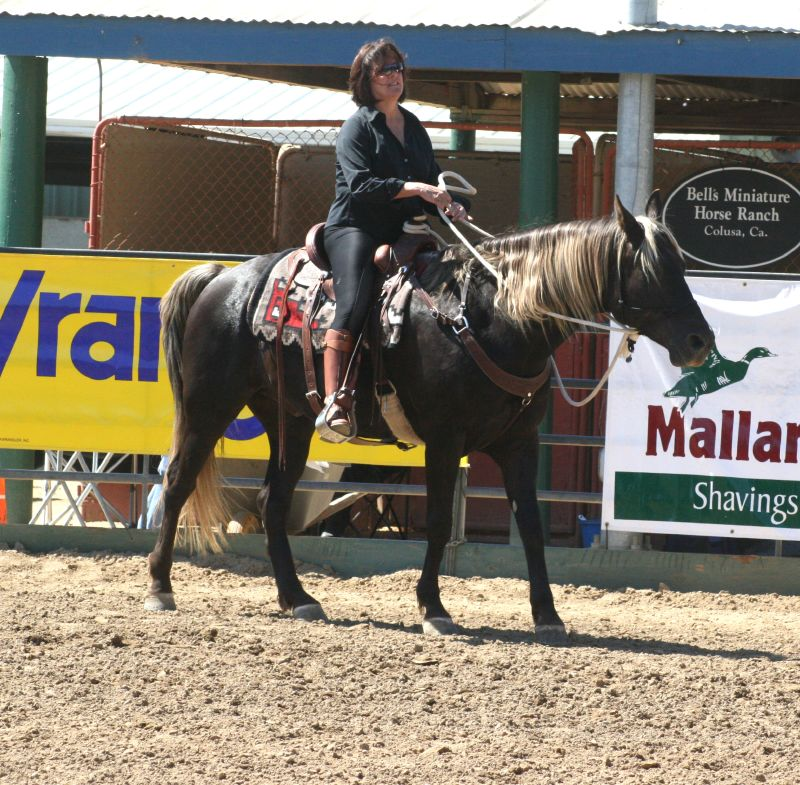
Кентукі-маунтін
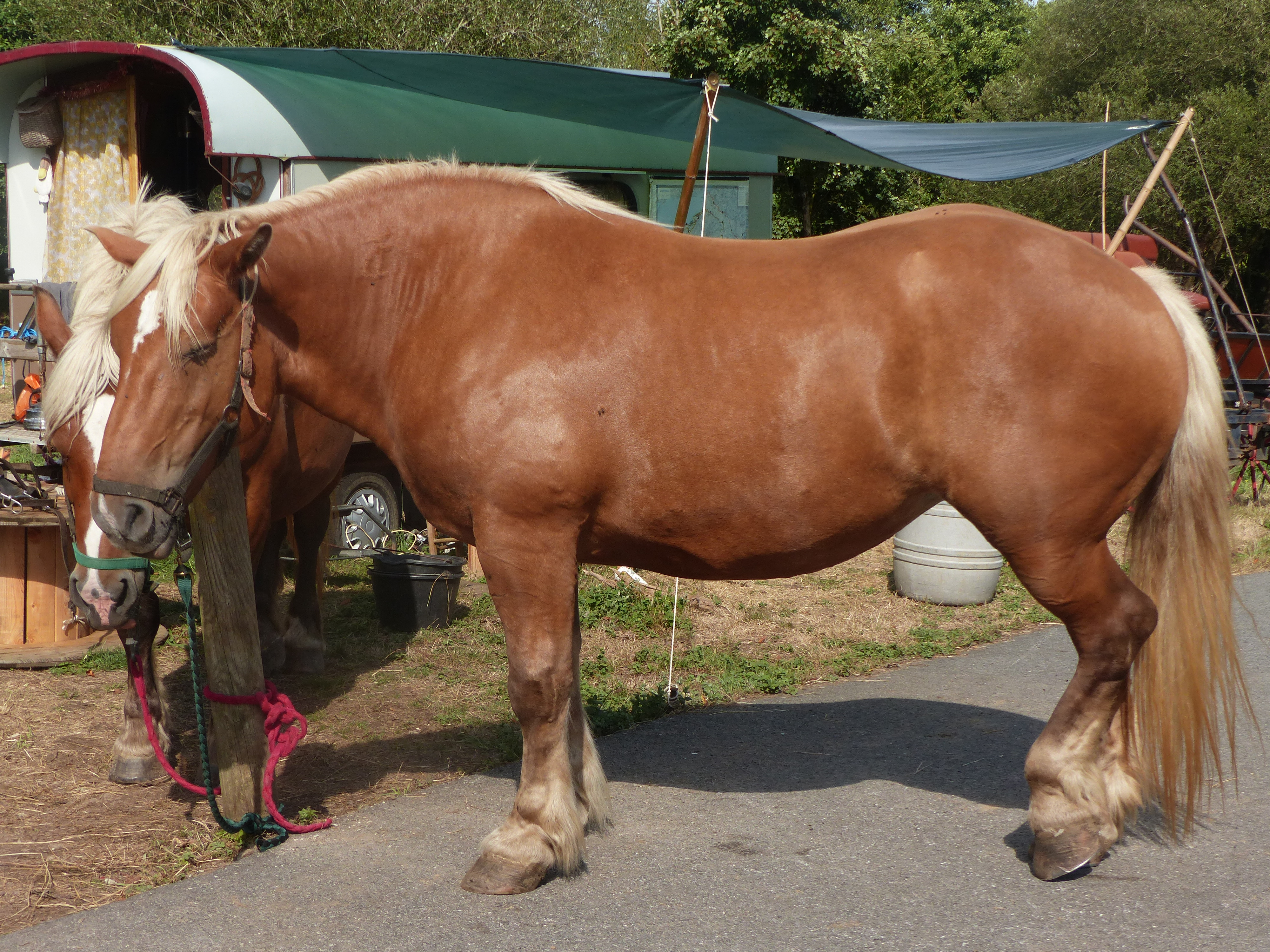
Комтойський
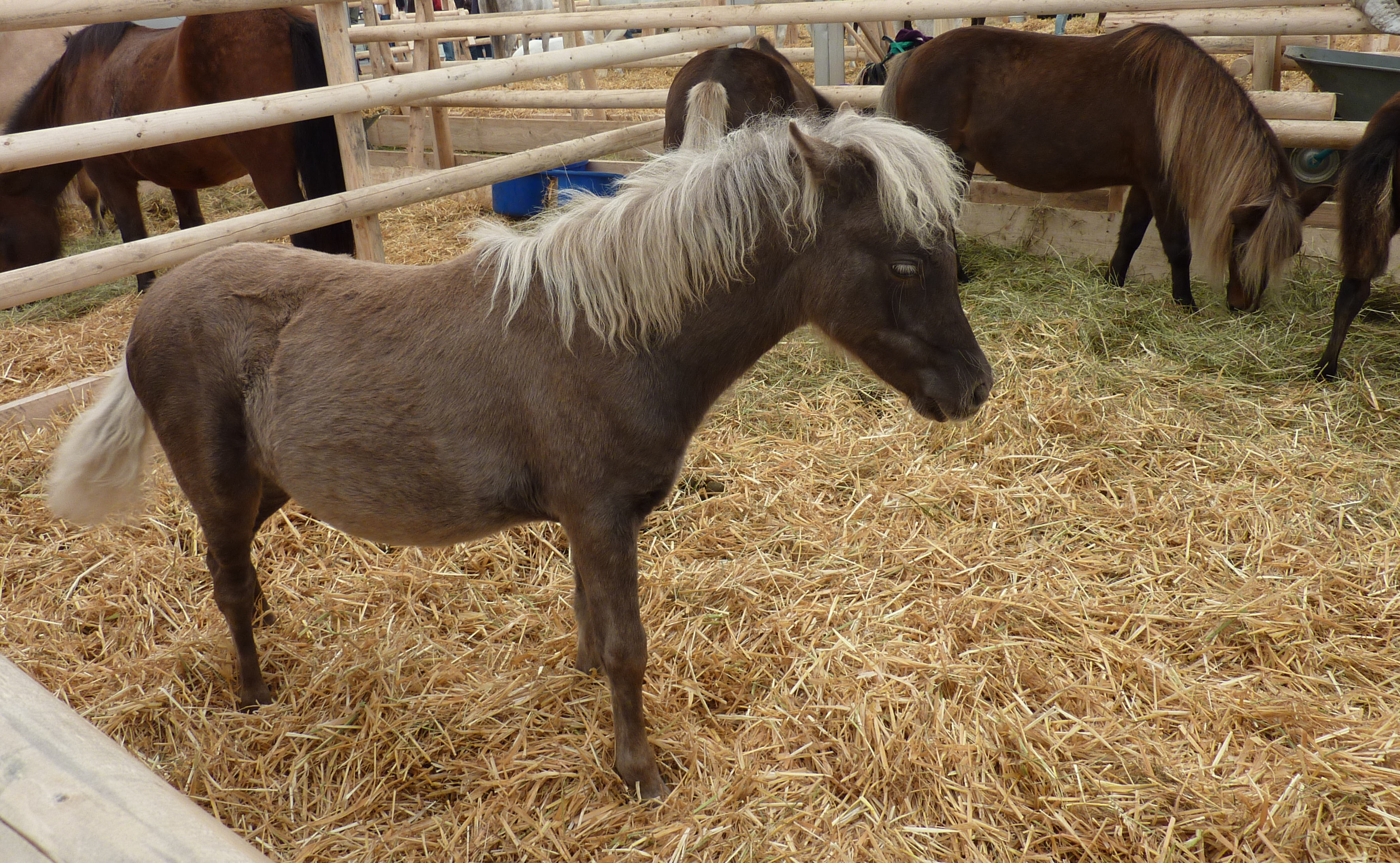
Німецький класичний
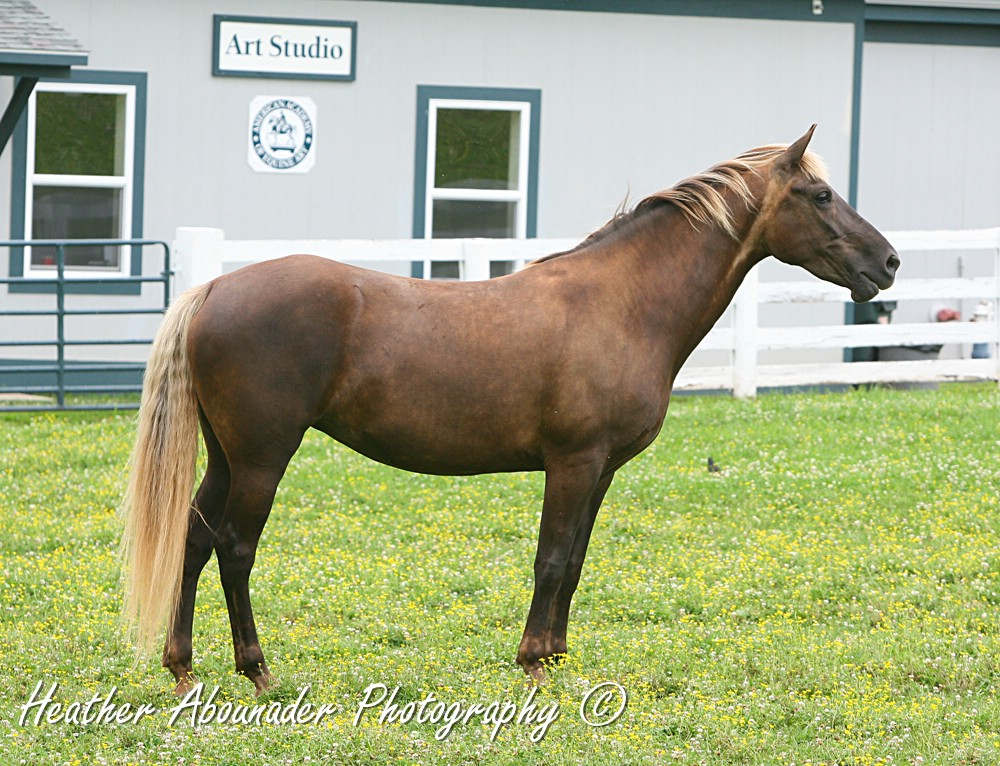
Скелясто-гірський
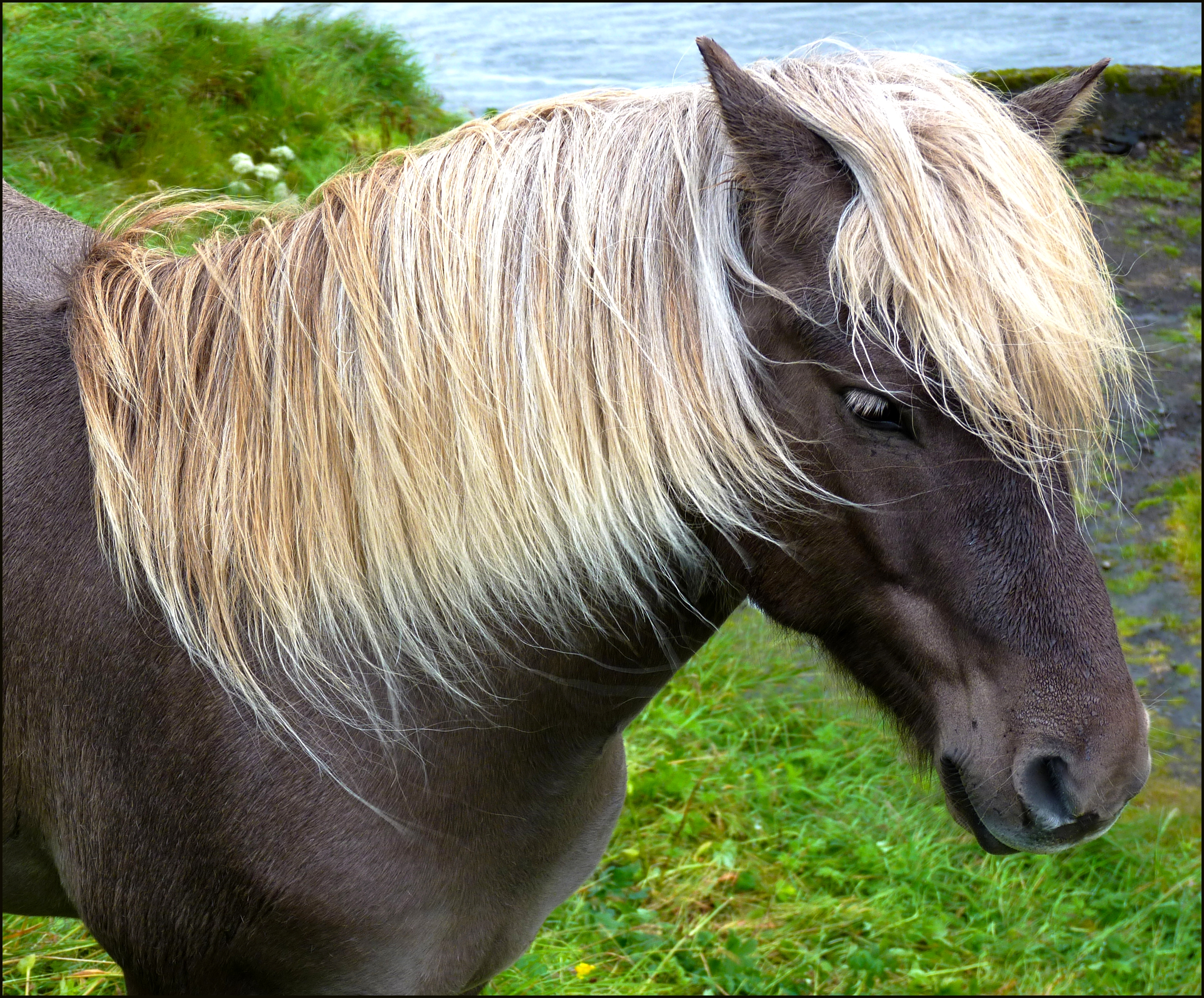
Фаро
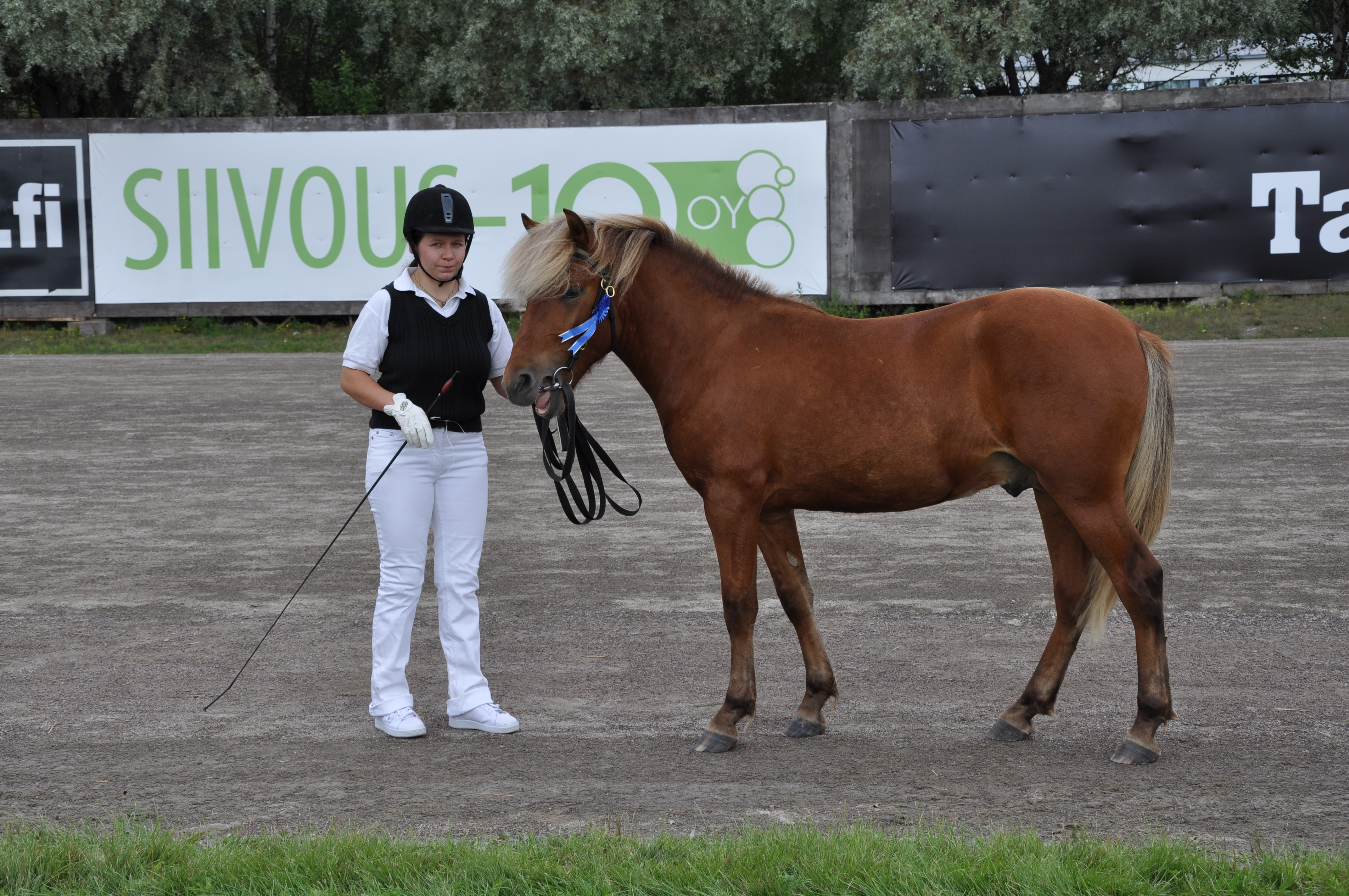
Фінський
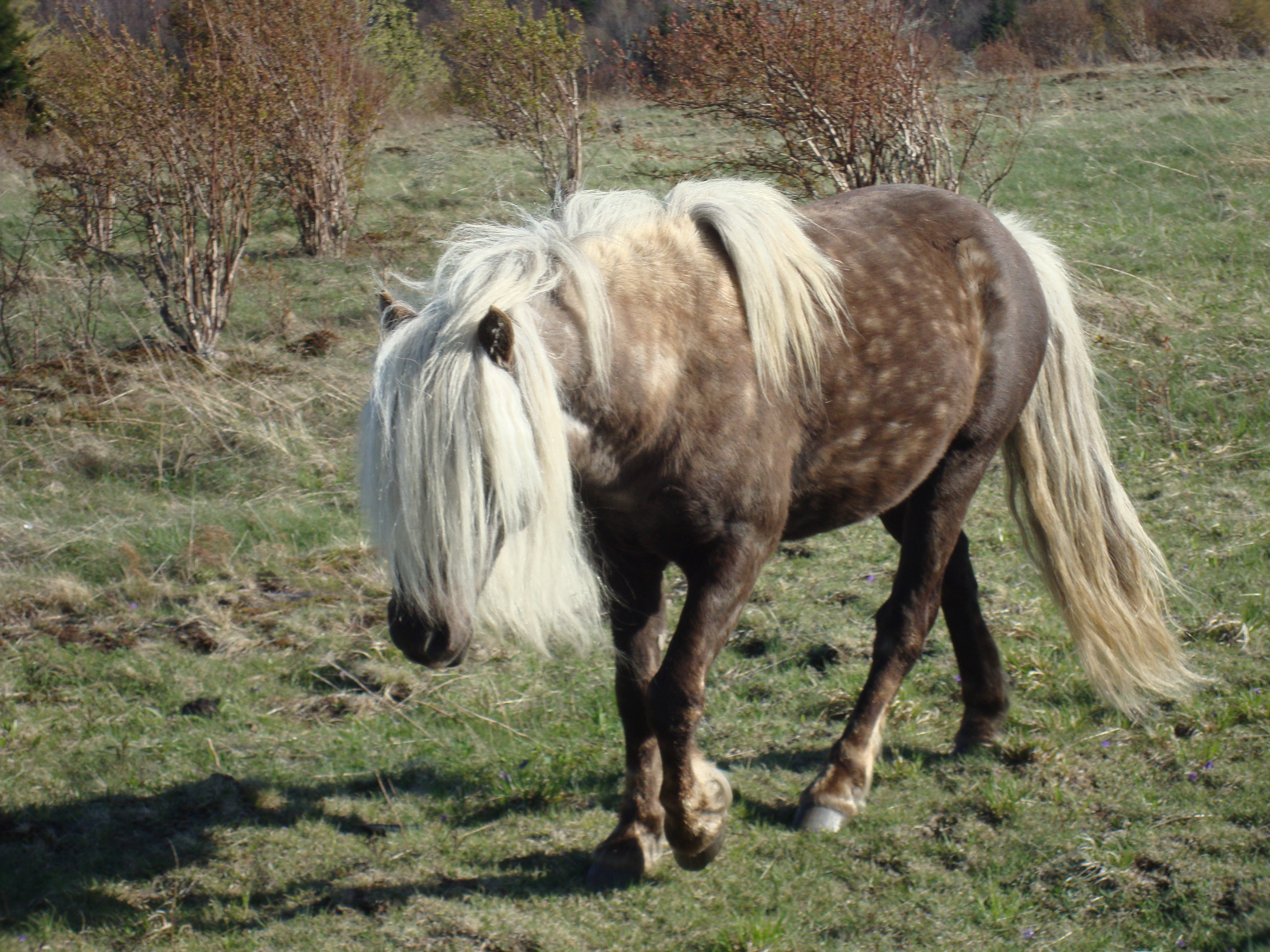
Хайлендський
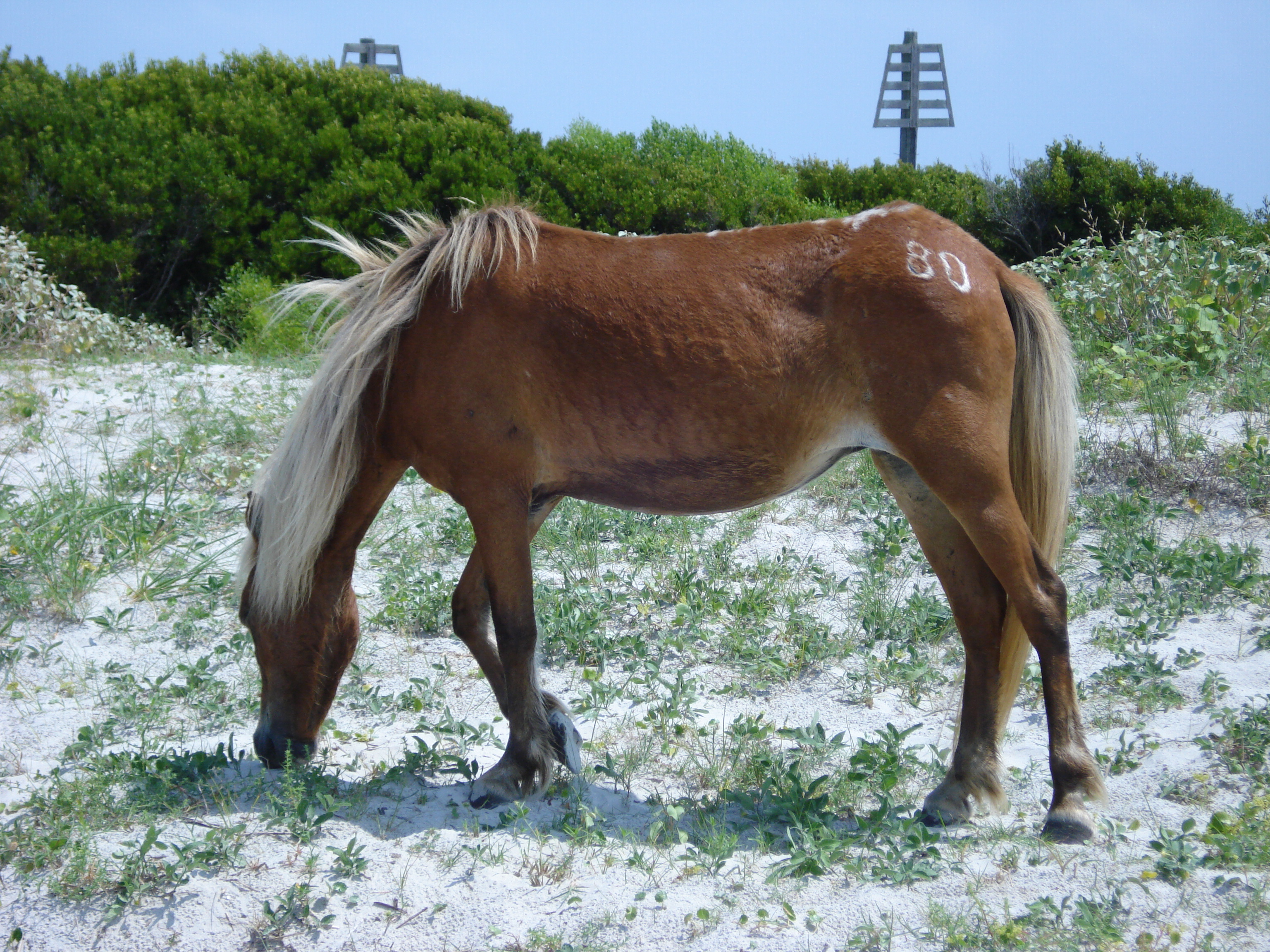
Шекліфордський

## Генетика
За ірисову масть відповідають домінантні алелі Z гену Silver з локусом PMEL17. Обидві комбінації (гетерозиготна та гомозиготна) спричинюють ірисову масть у коней. Генетичну природу ірисової масті іноді пов’язують з синдромом множинних вроджених очних аномалій (MCOA), широким спектром очних дефектів та порушень, що виникають у передньому та задньому сегменті ока. Тяжкість синдрому пов'язана з накопичувальним ефектом, тому коні з гетерозиготним набором алелей (Zz) мають менш
виражені ознаки очних дефектів, ніж у тих, хто має дві копії мутації гену Silver (PMEL17). Щоб уникнути отримання потомства із вираженими очними захворюваннями, заводчикам та коневласникам варто не допускати гомозиготні пари (ZZ) в розведенні тварин.

## Символізм

Коні ірисової масті у живописі.
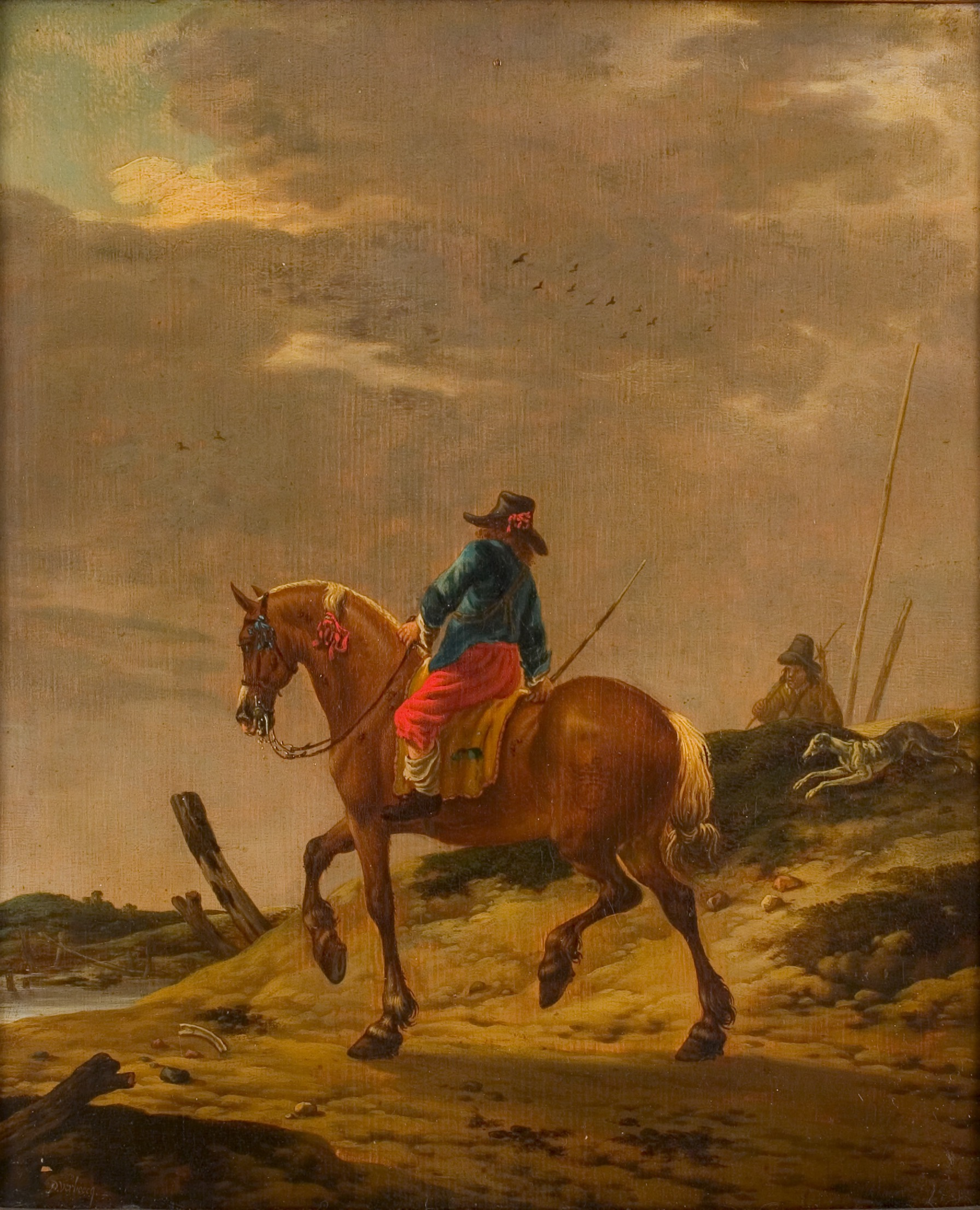
Чоловік верхи, 17 ст., голландський художник Пітер Корнеліс Вербек.
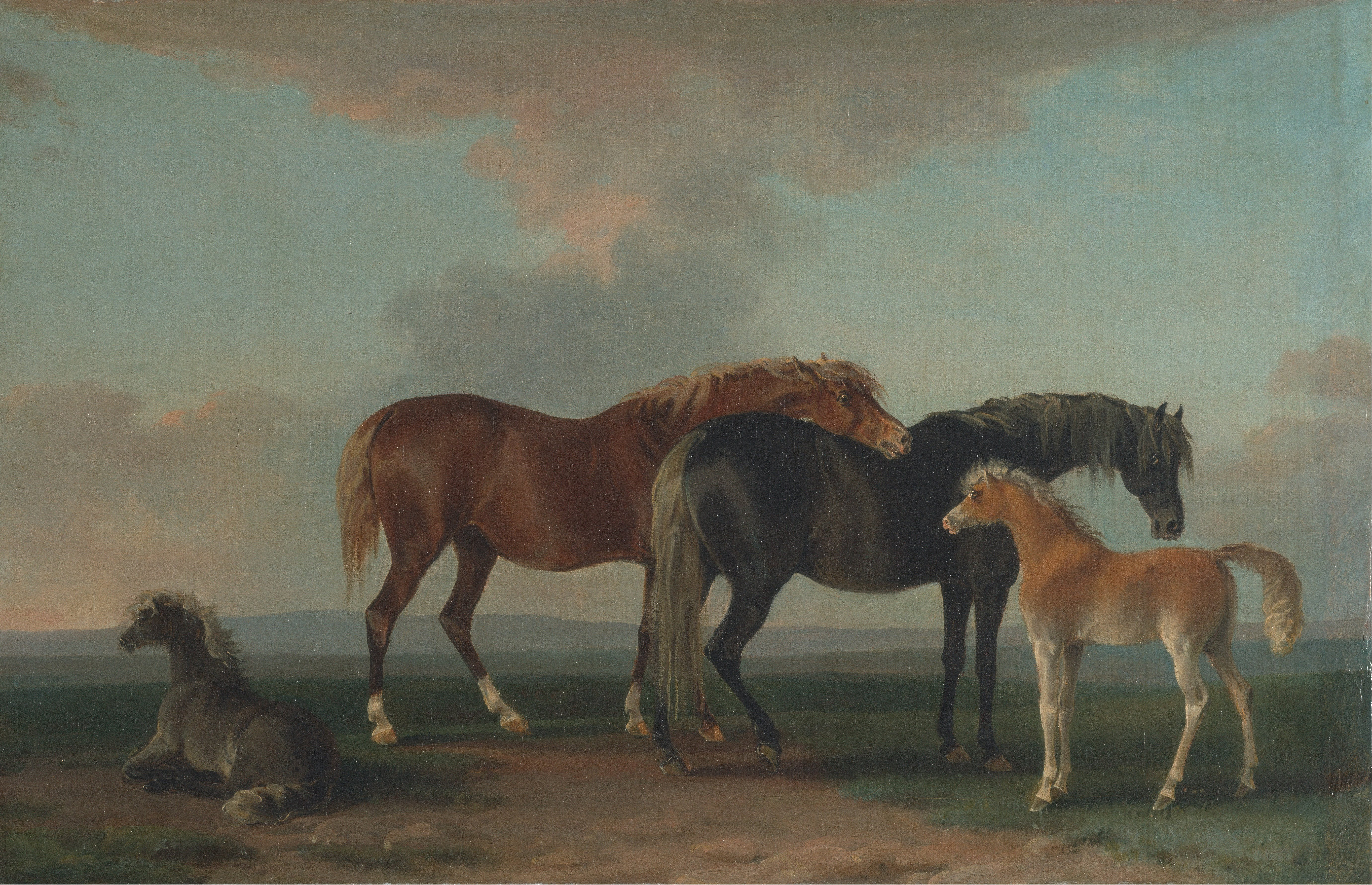
Кобили та лошата, 1790, англійський живописець Соурі Гілпін.
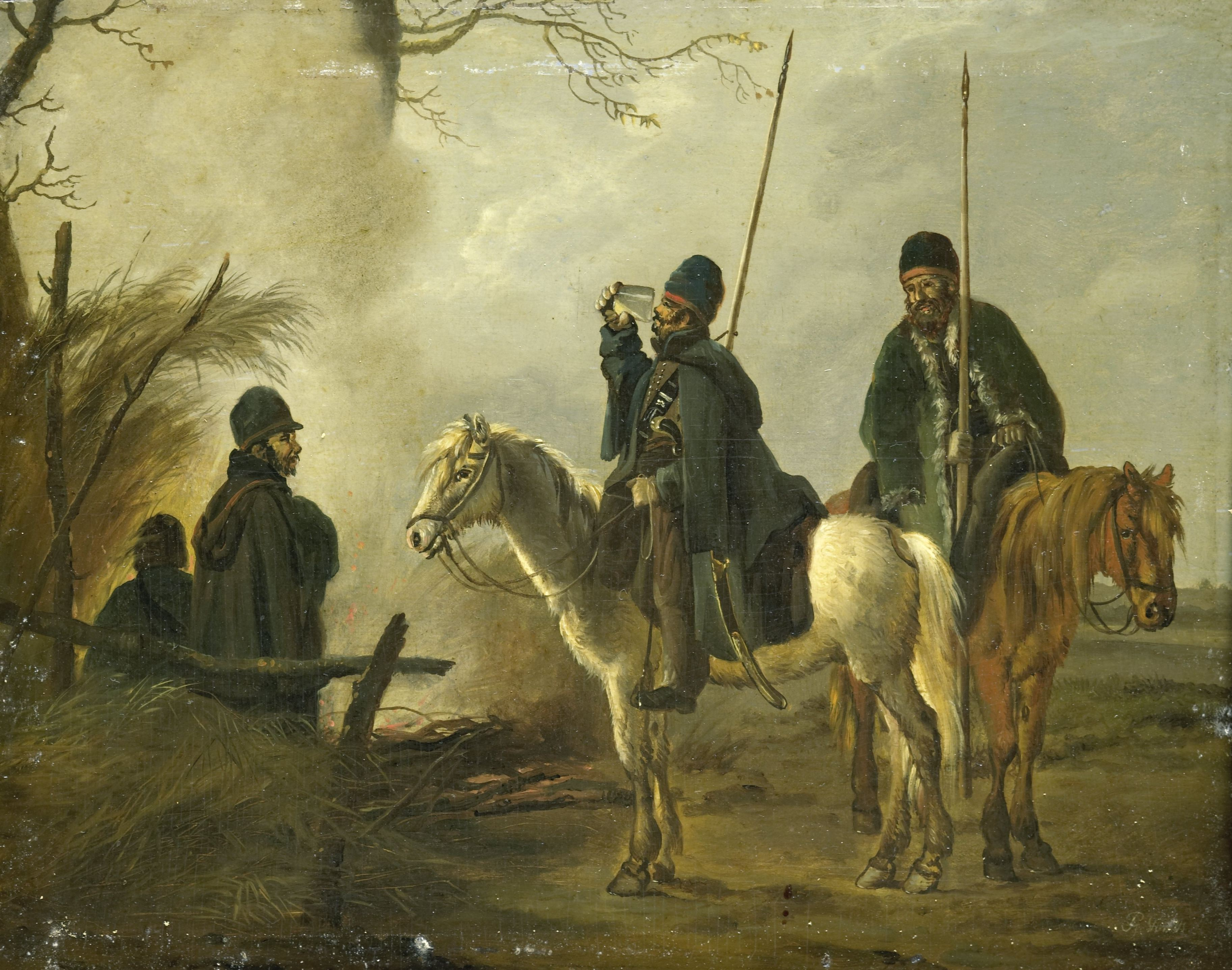
Козацька застава, 1813, голландський живописець Пітер ван Ус.
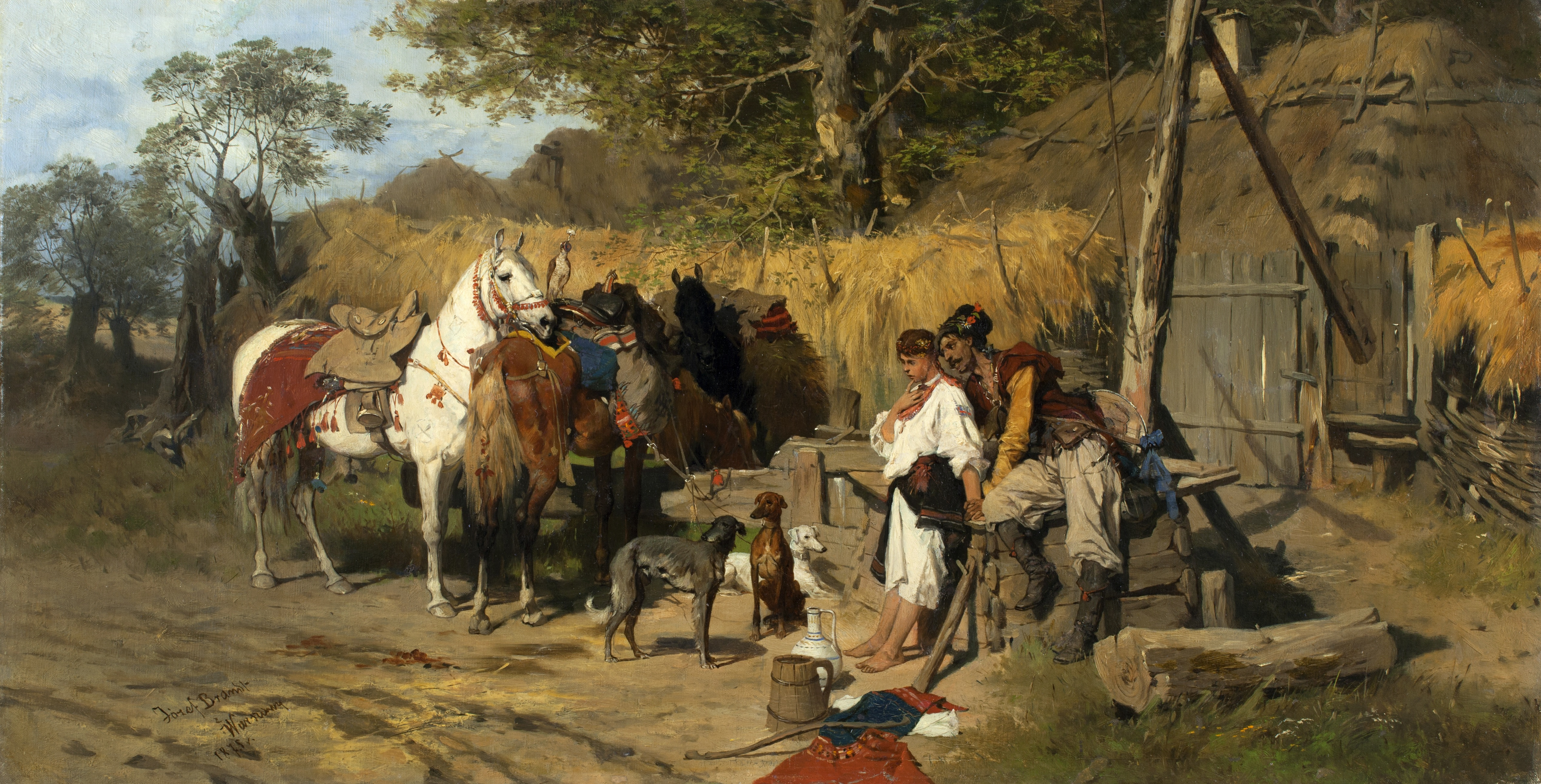
Козак і дівчина, 1875, польський художник Юзеф Брандт.
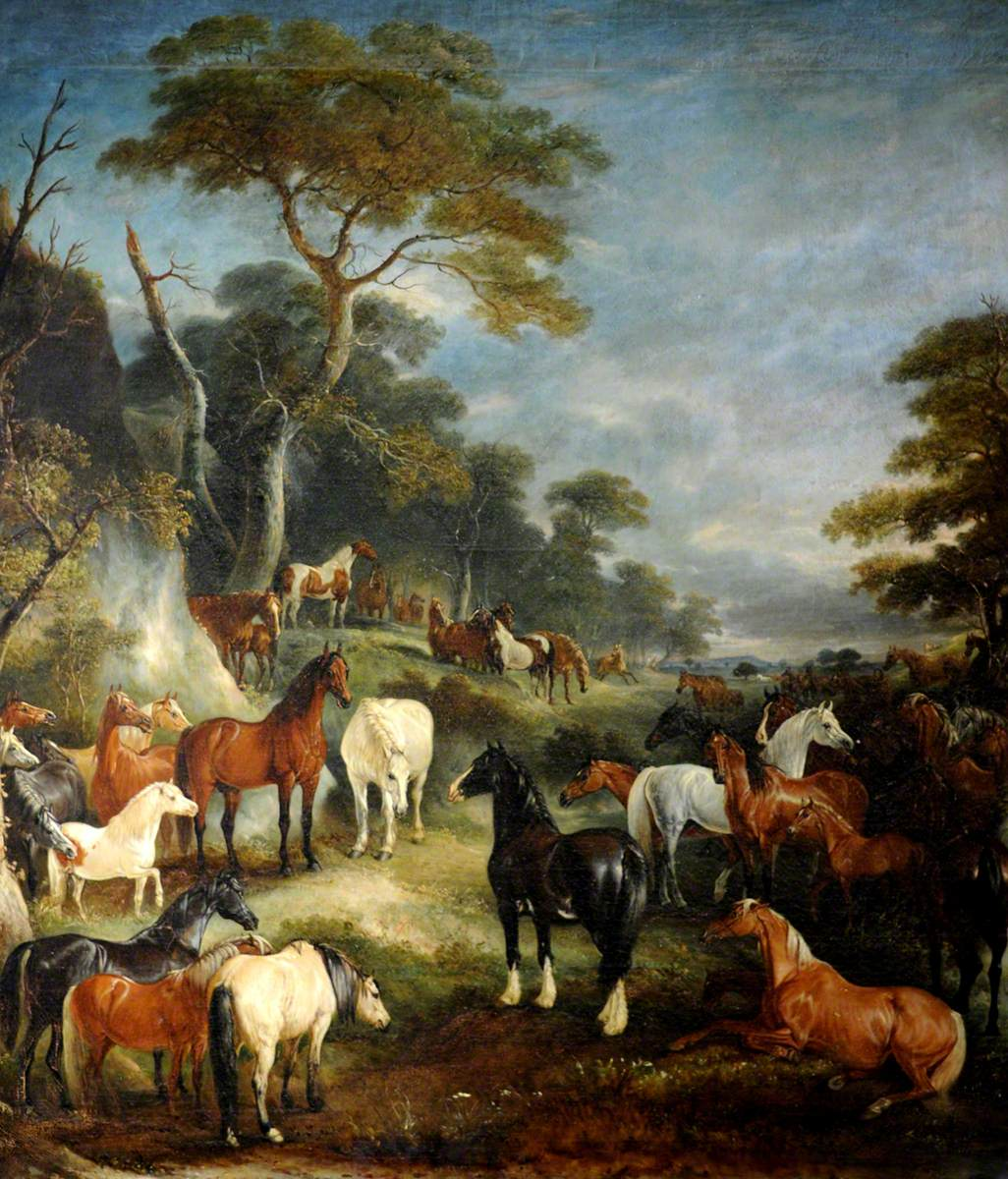
Рада коней, 19 ст., англійський живописець Джон Фернелі.
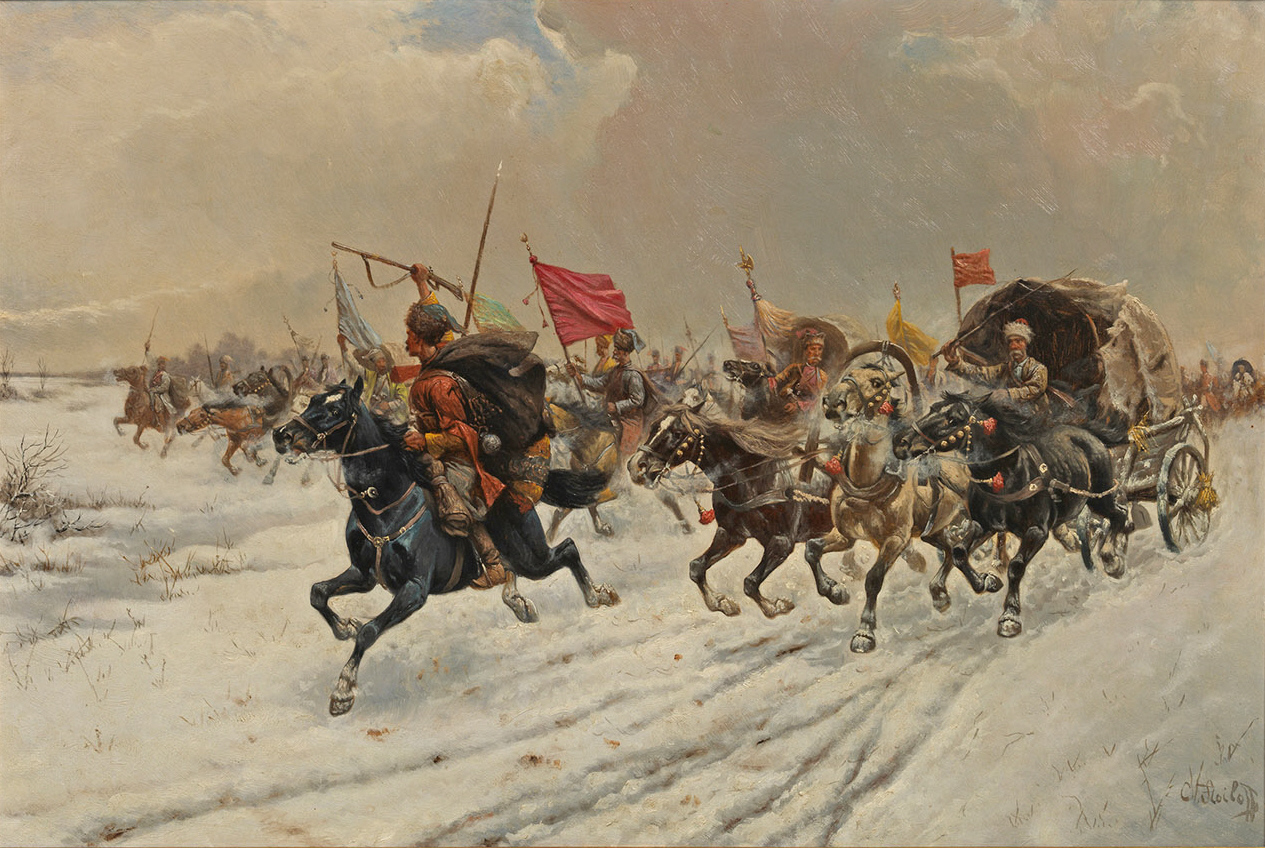
Сибірський золотий конвой, 1924, австрійський художник Баумгартнер-Стойлов Адольф.